# Маврин, Александр Иванович
Александр Иванович Маврин (7 марта 1958, Немеричи — 4 октября 1993, Москва) — старший лейтенант милиции, участник разгона Верховного Совета России, Герой Российской Федерации (посмертно, 1993).

## Биография
Александр Маврин родился 7 марта 1958 года в селе Немеричи Дятьковского района Брянской области. Окончил школу, затем работал электросварщиком на Брянском машиностроительном заводе. Проходил срочную службу в Советской Армии, Вооружённых Сил СССР, после увольнения в запас вернулся на завод. С апреля 1979 года — в органах МВД СССР. Был милиционером оперативного полка патрульно-постовой службы, командовал отделением оперативного батальона ОМОНа, затем был инспектором отряда милиции особого назначения. В 1990 году Маврин заочно окончил Московскую среднюю специальную школу милиции МВД СССР.
4 октября 1993 года Маврин был включён в состав нарядов, которые участвовали в специальных мероприятиях у Белого дома. Командуя одной из групп боевого расчёта, он получил приказ выдвинуться к зданию Белого Дома и обеспечить вывод оттуда детей и женщин. На бронетранспортёре группа выдвинулась к месту назначения. На улице Трёхгорный Вал БТР подвергся массированному перекрёстному огню гранатомётов и крупнокалиберных пулемётов. Маврин принял решение отойти, но выполнить его приказ водитель бронетранспортёра не мог. Маврин попытался отвлечь стрелков автоматным огнём, но получил смертельное ранение. 
Похоронен на Бабушкинском кладбище Москвы, участок 17.
Указом Президента Российской Федерации № 2321 от 30 декабря 1993 года старший лейтенант милиции Александр Маврин посмертно был удостоен высокого звания Героя Российской Федерации.

## Награды
- Медаль «Золотая Звезда» (Россия) (30.12.1993).
- Медаль «За безупречную службу» 3-й степени (02.10.1987).
- Медаль «За безупречную службу» 2-й степени (08.10.1992).

## Память
- Приказом Министра внутренних дел № 540 от 31 августа 2004 года навечно зачислен в списки личного состава ОМОН при ГУВД г. Москвы.
- В сентябре 2007 года была торжественно открыта мемориальная доска на здании школы в которой он учился.